# Oswald Gerhardt
Ernst Franz Oswald Gerhardt (* 7. November 1862 in Seyda; † 2. Februar 1946 in Mengershausen) war ein deutscher evangelischer Theologe.

## Leben
Er besuchte Schulen in Berlin und Wittenberg. Er studierte in Halle an der Saale. Er lehrte als Gymnasialprofessor am Königstädtischen Realgymnasium. Sein Söhne waren Martin Gerhardt und Oswald Gerhardt (1892–1962). Sein Enkelsohn war Gerhard Granier. 1922 erhielt er die Ehrendoktorwürde der Theologischen Fakultät in Erlangen.

## Schriften (Auswahl)
- Das Datum der Kreuzigung Jesu Christi. Berlin 1914, OCLC 6218807.
- Der Stern des Messias. Das Geburts- und das Todesjahr Jesu Christi nach astronomischer Berechnung. Erlangen 1922, OCLC 7148734.
  - Rezension